# Pachypeza phegea
Pachypeza phegea es una especie de escarabajo de la familia Cerambycidae. Fue descrito científicamente por primera vez por Dillon & Dillon en 1945.